# レイチェル・ポッジャー
レイチェル・ポッジャー(Rachel Podger、1968年 - ) は、イギリス出身のヴァイオリニストで、バロック・ヴァイオリンの演奏を専門とする。「バロック・ヴァイオリンの天女」と言われることがある。

## 経歴
1968年イングランド生まれ。ギルドホール音楽演劇学校 でデヴィッド・タケノにヴァイオリンを師事する。在学中よりFlorilegiumなどの古楽器アンサンブルを主宰し、イングリッシュ・コンサートのコンサートマスターなどをつとめた。様々なアンサンブルでソリスト・指揮者を務め、2007年には彼女自身のアンサンブル「ブレコン・バロック」を結成した。

## 録音
CD録音も多数あり、活動初期のものでは彼女が創設したFlorilegiumやパラディアン・アンサンブルとの一連の録音、同じくギルドホール出身のフォルテピアノ奏者 オルガ・トヴェルスカヤ 、ソプラノのマイリ・ローソンなどと組んだハイドン歌曲集(Opus111)などがある。その後ヨハン・ゼバスティアン・バッハの無伴奏ヴァイオリンのためのソナタとパルティータの録音(1997/98年)で、現代におけるバロック・ヴァイオリンの最も重要な演奏者のひとりとしての評価を確固たるものとした。以降、オランダのCD会社Channel　Classics より、バロックからモーツァルトまでのレパートリーを録音し発表している。